# ارنست بوش (هنرپیشه)
فریدریش ویلهلم ارنست بوش (آلمانی: Friedrich Wilhelm Ernst Busch؛ ۲۲ ژانویهٔ ۱۹۰۰ – ۸ ژوئن ۱۹۸۰) یک هنرپیشه، کارگردان، و خواننده اهل جمهوری دمکراتیک آلمان بود.
وی همچنین برندهٔ جوایزی همچون جایزه صلح لنین در ۱۹۷۰–۷۱ میلادی شده است.

## گزیدهٔ فیلم‌شناسی
- کاتارینا کنی (۱۹۲۹)
- آهنگ خیابان (۱۹۳۱)
- کوله وامپه (۱۹۳۲)
- صدای دریاچه (۱۹۳۳)
- گویا یا راه سخت برای روشنگری (۱۹۷۱)